# Вигхорст, Мортен
Мо́ртен Ви́гхорст (дат. Morten Wieghorst; род. 25 февраля 1971, Глоструп, Копенгаген) — датский футболист, тренер.
В свою бытность футболистом Мортен выступал на позиции опорного полузащитника за датские клубы «Люнгбю» и «Брондбю», шотландские «Данди» и «Селтик». С 1994 по 2004 год Вигхорст защищал цвета национальной сборной своей страны, провёл в её составе 30 матчей, забил три мяча. Участник чемпионата мира 1998 года. «Футболист года» в Дании сезона 2002/03.
После окончания карьеры игрока Мортен стал тренером — с 2006 по 2011 год являлся наставником датского клуба «Норшелланн». 28 февраля 2011 года Датский футбольный союз выступил с заявлением, что с июня того же года Вигхорст возглавит молодёжную сборную Дании. С января 2017 по ноябрь 2018 года главный тренер клуба «Ольборг».

## Карьера футболиста

### Клубная карьера
Профессиональная карьера футболиста для Мортена началась в 1989 году, когда он подписал контракт с клубом «Люнгбю». В мае следующего года молодой полузащитник завоевал в составе «викингов» Кубок Дании, поучаствовав в обоих матчах финального противостоянии против команды «Орхус». В начале лета 1991 года Мортен получил тяжёлую травму лодыжки, из-за которой был вынужден пропустить полгода. По итогам сезона 1991/92 Вигхорст с «Люнгбю» стал чемпионом страны, проведя в этом футбольном году 24 матча и забив один гол. В сентябре 1992 года полузащитник принял участие в поединках квалификационного раунда Лиги чемпионов, в которых «викинги» встречались с шотландским «Рейнджерс». Став единственным «светлым пятном» в блёклой игре «Люнгбю» в этих матчах, Вигхорст заинтересовал сразу несколько футбольных коллективов с севера Великобритании.
Через два месяца Мортен перебрался в Шотландию, пополнив ряды клуба «Данди». С «тёмно-синими» Вигхорст в 1995 году достиг финала Кубка шотландской лиги, где однако его команда уступила «Абердину».
8 декабря 1995 года полузащитник заключил контракт с глазговским «Селтиком», который заплатил за него «Данди» 600 тысяч фунтов. Первые два сезона в составе «бело-зелёных» Вигхорст практически полностью пропустил из-за рецидива травмы лодыжки, полученной им ещё в Дании. В футбольном году 1997/98 Мортен наконец смог полноценно выходить на поле. Главный тренер «кельтов» Томми Бернс доверил датчанину место в основном составе — полузащитник провёл в этом сезоне 31 из 36 матчей «Селтика» в Премьер-лиге и сыграл важную роль в завоевании глазговцами звания чемпионов страны. Этот титул был ещё более значим тем, что «бело-зелёным» удалось наконец отобрать золотые медали у своих извечных соперников по «Old Firm», «Рейнджерс», которые до этого события девять раз подряд побеждали в элитном дивизионе Шотландии.
В 2000 году датчанину диагностировали редкую болезнь периферической нервной системы — синдром Гийена — Барре, который иногда приводит к полному параличу или даже смерти человека. Весь следующий год Вигхорст провёл в больницах под наблюдением врачей. Но сильный характер и воля выручили Мортена — несмотря на заверения специалистов о том, что Вигхорст должен забыть о футболе, так как в лучшем случае выздоровления он будет попросту заново учиться ходить, полузащитник смог не только излечиться от опасного недуга, но и трудолюбием и упрямостью вернул себе былые кондиции спортсмена. На финише сезона 2001/02 он даже смог принять участие в трёх матчах «Селтика» в чемпионате Шотландии. По окончании футбольного года Вигхорст принял решение не продлевать контракт с «кельтами» и вернуться на родину.
22 июня 2002 года Мортен на правах свободного агента заключил соглашение о сотрудничестве с датским клубом «Брондбю». Главным инициатором подписания Вигхорста стал его бывший партнёр по сборной Дании Микаэль Лаудруп, только начинавший в то время самостоятельную тренерскую карьеру. 23 ноября 2002 года полузащитник принял участие в примечательной игре — в тот день соперником «Брондбю» был клуб «Фарум». В самом начале поединка Вигхорст в столкновении с футболистом оппонентов серьёзно рассёк бровь. Мужественный датчанин не попросил замену, ему забинтовали голову, чтобы сократить кровопотерю, и он вновь вышел на поле. Матч закончился триумфально для Мортена и его клуба — «парни с западных окраин» праздновали победу со счётом 7:1, Вигхорст четырежды смог отличиться голом. Вскоре полузащитник был избран вице-капитаном «Брондбю», а в конце сезона 2002/03 выиграл свой второй Кубок Дании в карьере. По итогам футбольного года Мортен удостоился награды «Игрока года» в Дании. В мае 2004 года в поединке против «Копенгагена» Вигхорст серьёзно травмировал колено, выбыв из строя на год. Вернувшись на поле в апреле следующего года, Мортен принял участие в финальных играх сезона, по итогам которого «Брондбю» сделал «золотой дубль», став чемпионом страны и обладателем национального Кубка. Этот успех стал последним в карьере Вигхорста-футболиста — 26 июня 2005 года полузащитник объявил о завершении своих выступлений.

### Сборная Дании
С октября 1990 по сентябрь 1991 года Мортен защищал цвета молодёжной сборной Дании, провёл в её составе шесть игр. Дебют Вигхорста в первой национальной команде состоялся 17 августа 1994 года, когда он вышел на замену вместо Кима Вильфорта в товарищеском матче против Финляндии. Первый «блин» не вышел «комом» — на 74-й минуте матча полузащитник забил гол и принёс победу датчанам в этой встрече. Окончательный счёт — 2:1. В своей второй игре за Данию, коей стал поединок группового этапа Кубка Короля Фахда, Вигхорст вновь отличился забитым мячом, на этот раз огорчив голкипера сборной Саудовской Аравии Хуссейна ас-Садика. Также Мортен принял в финальной встрече этого турнира, в которой датчане обыграли Аргентину со счётом 2:0. Осенью того же года Вигхорст получил тяжёлую травму лодыжки, из-за которой на два года потерял место в сборной. В национальную команду Мортен вернулся в сентябре 1997 года. В следующем году полузащитник был включён в состав датчан на чемпионат мира 1998 года, проходивший во Франции. На турнире Мортен провёл три игры: группового этапа — против Саудовской Аравии и ЮАР, также стадии 1/8 финала — против Нигерии. 8 сентября 1999 года Вигхорст своим голом в ворота Италии в матче отборочного раунда к европейскому первенству 2000 года помог своей команде одержать важнейшую победу и занять второе место в группе 1. Этот успех позволил Дании занять итоговое второе место в своей группе 1, опередив по разнице мячей швейцарцев. Следующие два года Мортен вновь был вынужден отказаться от игр за сборную из-за диагностирования ему редкой болезни головного мозга — синдрома Гийена — Барре.
В январе 2003 года Вигхорст был включён в состав сборной клубов датской Суперлиги, которой предстояли несколько матчей против национальных сборных Азии. 1 февраля команда Мортена играла с Ираном. В концовке первого тайма игрок соперника датчан, приняв свист публики, наблюдавшей за встречей, за сигнал арбитра к перерыву, взял мяч в руки в пределах своей штрафной площади. Рефери незамедлительно назначил одиннадцатиметровый штрафной удар в сторону иранцев. Вигхорст, которой исполнял пенальти, после небольшой консультации с главным тренером Мортеном Ольсеном, намеренно пробил мимо ворот. На следующий день этот благородный поступок стал достоянием общественности, благодаря обзору матча на телеканале «CNN». По окончании футбольного года Мортен удостоился награды «Fair Play» от Международного олимпийского комитета.
Последний матч за национальную команду Дании Вигхорст сыграл 28 апреля 2004 года, приняв участие в товарищеской встрече с Шотландией. Всего за восемь лет выступлений за сборную Мортен провёл 30 игр, забил три мяча.

#### Матчи и голы за сборную Дании
| №  | Дата             | Место                                                                | Оппонент             | Счёт | Голы Вигхорста | Соревнование                                                    |
| 1  | 17 августа 1994  | «Паркен», Копенгаген, Дания                                          | Финляндия            | 2:1  | 1              | Товарищеский матч                                               |
| 2  | 8 января 1995    | Международный стадион имени Короля Фахда, Эр-Рияд, Саудовская Аравия | Саудовская Аравия    | 2:0  | 1              | Кубок Короля Фахда 1995 (групповой этап)                        |
| 3  | 13 января 1995   | Международный стадион имени Короля Фахда, Эр-Рияд, Саудовская Аравия | Аргентина            | 2:0  | —              | Кубок Короля Фахда 1995 (финал)                                 |
| 4  | 31 мая 1995      | Олимпийский стадион, Хельсинки, Финляндия                            | Финляндия            | 1:0  | —              | Товарищеский матч                                               |
| 5  | 11 октября 1995  | «Паркен», Копенгаген, Дания                                          | Испания              | 1:1  | —              | Отборочный матч чемпионата Европы по футболу 1996               |
| 6  | 10 сентября 1997 | «Паркен», Копенгаген, Дания                                          | Хорватия             | 3:1  | —              | Отборочный матч чемпионата мира по футболу 1998                 |
| 7  | 11 октября 1997  | Олимпийский стадион, Афины, Греция                                   | Греция               | 0:0  | —              | Отборочный матч чемпионата мира по футболу 1998                 |
| 8  | 25 марта 1998    | «Айброкс», Глазго, Шотландия                                         | Шотландия            | 1:0  | —              | Товарищеский матч                                               |
| 9  | 22 апреля 1998   | «Паркен», Копенгаген, Дания                                          | Норвегия             | 0:2  | —              | Товарищеский матч                                               |
| 10 | 28 мая 1998      | «Мальмё», Мальмё, Швеция                                             | Швеция               | 0:3  | —              | Товарищеский матч                                               |
| 11 | 5 июня 1998      | «Паркен», Копенгаген, Дания                                          | Камерун              | 1:2  | —              | Товарищеский матч                                               |
| 12 | 12 июня 1998     | «Феликс Боллар», Ланс, Франция                                       | Саудовская Аравия    | 1:0  | —              | Чемпионат мира по футболу 1998 (финальные игры, групповой этап) |
| 13 | 18 июня 1998     | «Мюнисипаль», Тулуза, Франция                                        | ЮАР                  | 1:1  | —              | Чемпионат мира по футболу 1998 (финальные игры, групповой этап) |
| 14 | 28 июня 1998     | «Стад де Франс», Сен-Дени, Франция                                   | Нигерия              | 4:1  | —              | Чемпионат мира по футболу 1998 (финальные игры, 1/8 финала)     |
| 15 | 18 августа 1999  | «Паркен», Копенгаген, Дания                                          | Нидерланды           | 0:0  | —              | Товарищеский матч                                               |
| 16 | 4 сентября 1999  | «Паркен», Копенгаген, Дания                                          | Швейцария            | 2:1  | —              | Отборочный матч чемпионата Европы по футболу 2000               |
| 17 | 8 сентября 1999  | «Сан-Паоло», Неаполь, Италия                                         | Италия               | 3:2  | 1              | Отборочный матч чемпионата Европы по футболу 2000               |
| 18 | 10 октября 1999  | «Паркен», Копенгаген, Дания                                          | Иран                 | 0:0  | —              | Товарищеский матч                                               |
| 19 | 21 августа 2002  | «Хэмпден Парк», Глазго, Шотландия                                    | Шотландия            | 1:0  | —              | Товарищеский матч                                               |
| 20 | 12 февраля 2003  | Каирский международный стадион, Каир, Египет                         | Египет               | 4:1  | —              | Товарищеский матч                                               |
| 21 | 29 марта 2003    | «Лия Манолиу», Бухарест, Румыния                                     | Румыния              | 5:2  | —              | Отборочный матч чемпионата Европы по футболу 2004               |
| 22 | 2 апреля 2003    | «Паркен», Копенгаген, Дания                                          | Босния и Герцеговина | 0:2  | —              | Отборочный матч чемпионата Европы по футболу 2004               |
| 23 | 30 апреля 2003   | «Паркен», Копенгаген, Дания                                          | Украина              | 1:0  | —              | Товарищеский матч                                               |
| 24 | 7 июня 2003      | «Паркен», Копенгаген, Дания                                          | Норвегия             | 1:0  | —              | Отборочный матч чемпионата Европы по футболу 2004               |
| 25 | 11 июня 2003     | «Жози Бартель», Люксембург, Люксембург                               | Люксембург           | 2:0  | —              | Отборочный матч чемпионата Европы по футболу 2004               |
| 26 | 20 августа 2003  | «Паркен», Копенгаген, Дания                                          | Финляндия            | 1:1  | —              | Товарищеский матч                                               |
| 27 | 10 сентября 2003 | «Паркен», Копенгаген, Дания                                          | Румыния              | 2:2  | —              | Отборочный матч чемпионата Европы по футболу 2004               |
| 28 | 11 октября 2003  | «Кошево», Сараево, Босния и Герцеговина                              | Босния и Герцеговина | 1:1  | —              | Отборочный матч чемпионата Европы по футболу 2004               |
| 29 | 16 ноября 2003   | «Олд Траффорд», Манчестер, Англия                                    | Англия               | 3:2  | —              | Товарищеский матч                                               |
| 30 | 28 апреля 2004   | «Паркен», Копенгаген, Дания                                          | Шотландия            | 1:0  | —              | Товарищеский матч                                               |

Итого: 30 матчей / 3 гола; 18 побед, 8 ничьиx, 4 поражения.

#### Сводная статистика игр/голов за сборную
| Сборная          | Год              | Отборочные матчи ЧМ | Отборочные матчи ЧМ | Финальные матчи ЧМ | Финальные матчи ЧМ | Отборочные матчи ЧЕ | Отборочные матчи ЧЕ | Финальные матчи ЧЕ | Финальные матчи ЧЕ | Кубок Короля Фахда | Кубок Короля Фахда | Товарищеские матчи | Товарищеские матчи | Итого | Итого |
| Сборная          | Год              | Игры                | Голы                | Игры               | Голы               | Игры                | Голы                | Игры               | Голы               | Игры               | Голы               | Игры               | Голы               | Игры  | Голы  |
| ---------------- | ---------------- | ------------------- | ------------------- | ------------------ | ------------------ | ------------------- | ------------------- | ------------------ | ------------------ | ------------------ | ------------------ | ------------------ | ------------------ | ----- | ----- |
| Дания            | 1994             | —                   | —                   | —                  | —                  | —                   | —                   | —                  | —                  | —                  | —                  | 1                  | 1                  | 1     | 1     |
| Дания            | 1995             | —                   | —                   | —                  | —                  | 1                   | 0                   | —                  | —                  | 2                  | 1                  | 1                  | 0                  | 4     | 1     |
| Дания            | 1997             | 2                   | 0                   | —                  | —                  | —                   | —                   | —                  | —                  | —                  | —                  | —                  | —                  | 2     | 0     |
| Дания            | 1998             | —                   | —                   | 3                  | 0                  | —                   | —                   | —                  | —                  | —                  | —                  | 4                  | 0                  | 7     | 0     |
| Дания            | 1999             | —                   | —                   | —                  | —                  | 2                   | 1                   | —                  | —                  | —                  | —                  | 2                  | 0                  | 4     | 1     |
| Дания            | 2002             | —                   | —                   | —                  | —                  | —                   | —                   | —                  | —                  | —                  | —                  | 1                  | 0                  | 1     | 0     |
| Дания            | 2003             | —                   | —                   | —                  | —                  | 6                   | 0                   | —                  | —                  | —                  | —                  | 4                  | 0                  | 10    | 0     |
| Дания            | 2004             | —                   | —                   | —                  | —                  | —                   | —                   | —                  | —                  | —                  | —                  | 1                  | 0                  | 1     | 0     |
| Всего за карьеру | Всего за карьеру | 2                   | 0                   | 3                  | 0                  | 9                   | 1                   | 0                  | 0                  | 2                  | 1                  | 14                 | 1                  | 30    | 3     |

### Достижения в качестве футболиста

#### Командные достижения
«Люнгбю»
- Чемпион Дании: 1991/92
- Обладатель Кубка Дании: 1989/90

«Данди»
- Финалист Кубка шотландской лиги: 1995/96

«Селтик»
- Чемпион Шотландии (3): 1997/98, 2000/01, 2001/02
- Обладатель Кубка Шотландии: 2000/01
- Финалист Кубка Шотландии (2): 1998/99, 2001/02
- Обладатель Кубка шотландской лиги (3): 1997/98, 1999/00, 2000/01

«Брондбю»
- Чемпион Дании: 2004/05
- Обладатель Кубка Дании (2): 2002/03, 2004/05

Сборная Дании
- Обладатель Кубка Короля Фахда: 1995

#### Личные достижения
- Футболист года в Дании: 2003

## Тренерская карьера
После окончания карьеры футболиста Вигхорст был приглашён на должность ассистента главного тренера датского клуба «Норшелланн». На этой позиции Мортен проработал сезон 2005/06, после которого с поста наставника «Норшелланна» ушёл Джонни Петерсен. Руководство «диких тигров» не долго думало над кандидатурами его преемников и предложило работу главного тренера Вигхорсту, который согласился на подобную перспективу. В первый же год «Норшелланн» под руководством бывшего игрока сборной Дании занял пятое место в чемпионате страны, что стало самой высокой позицией клуба в первенстве страны с 2003 года. В следующем футбольном году «дикие тигры» финишировали девятыми, но тем не менее квалифицировались в розыгрыш Кубка УЕФА в соответствии с рейтингом Fair Play. Во втором по значимости клубном турнире Европы сезона 2008/09 «Норшелланн» добрался до первого раунда, где уступил греческому «Олимпиакосу». До этого датский клуб успешно преодолел два этапа соревнования, переиграв эстонский ТФМК и шотландский «Куин оф зе Саут». В сезоне 2009/10 Вигхорст привёл «Норшелланн» к победе в Кубке Дании. Этот трофей стал первым в истории клуба. В следующем футбольном году Мортен со своей командой повторил этот успех.
28 февраля 2011 года Датский футбольный союз выступил с заявлением, что с июня того же года Вигхорст возглавит молодёжную сборную Дании. Мортен доработал с «Норшелланном» сезон 2010/11 после чего, покинув пост наставника «диких тигров», принял бразды правления в датской «молодёжке».

### Тренерская статистика
| Клуб          | Начало работы | Завершение работы | Показатели | Показатели | Показатели | Показатели | Показатели | Показатели | Показатели |
| Клуб          | Начало работы | Завершение работы | И          | В          | Н          | П          | % побед*   |            |            |
| ------------- | ------------- | ----------------- | ---------- | ---------- | ---------- | ---------- | ---------- | ---------- | ---------- |
| Норшелланн    | 1 июля 2006   | 30 июня 2011      | 168        | 60         | 44         | 64         | 35,71      |            |            |
| Дания (до 21) | 1 июля 2011   | 1 июня 2013       | 11         | 5          | 4          | 2          | 45,45      |            |            |
| Итого         | Итого         | Итого             | Итого      | 179        | 65         | 48         | 66         | 36,31      |            |

И — игры, В — выигрыши, Н — ничьи, П — поражения, % побед — процент побед 
(данные откорректированы по состоянию на 10 сентября 2012)

### Достижения в качестве тренера
«Норшелланн»
- Обладатель Кубка Дании (2): 2009/10, 2010/11